# 20778 Wangchaohao
20778 Wangchaohao è un asteroide della fascia principale. Scoperto nel 2000, presenta un'orbita caratterizzata da un semiasse maggiore pari a 2,4009293 UA e da un'eccentricità di 0,1499327, inclinata di 2,80588° rispetto all'eclittica.